# Oxira grisea
Oxira grisea är en fjärilsart som beskrevs av Tutt 1892. Oxira grisea ingår i släktet Oxira och familjen nattflyn. Inga underarter finns listade i Catalogue of Life.